# Monte Kauffman
O Monte Kauffman é uma montanha proeminente com 2365 metros de altura, que forma a ponta noroeste da Cordilheira de Ames, na Terra de Marie Byrd, Antártida. Foi mapeado pelo Serviço Geológico dos Estados Unidos a partir de exames topográficos e fotos aéreas feitas pela Marinha dos Estados Unidos, 1959–65, e nomeado pelo US-ACAN em homenagem ao comandante da marinha S.K. Kauffman, um oficial de engenharia civil que supervisionou a construção da Estação Plateau, de 1965 a 1966.
Ele está conectado ao Monte Kosciusko pela Serra de Gardiner, que juntamente com os dois montes forma o Vale Brown.
O Monte Kauffman é um vulcão em escudo potencialmente ativo, com atividade fumarólica menor tendo sido observada lá em 1977. A caldeira vulcânica do local mede 3 quilômetros de diâmetro.

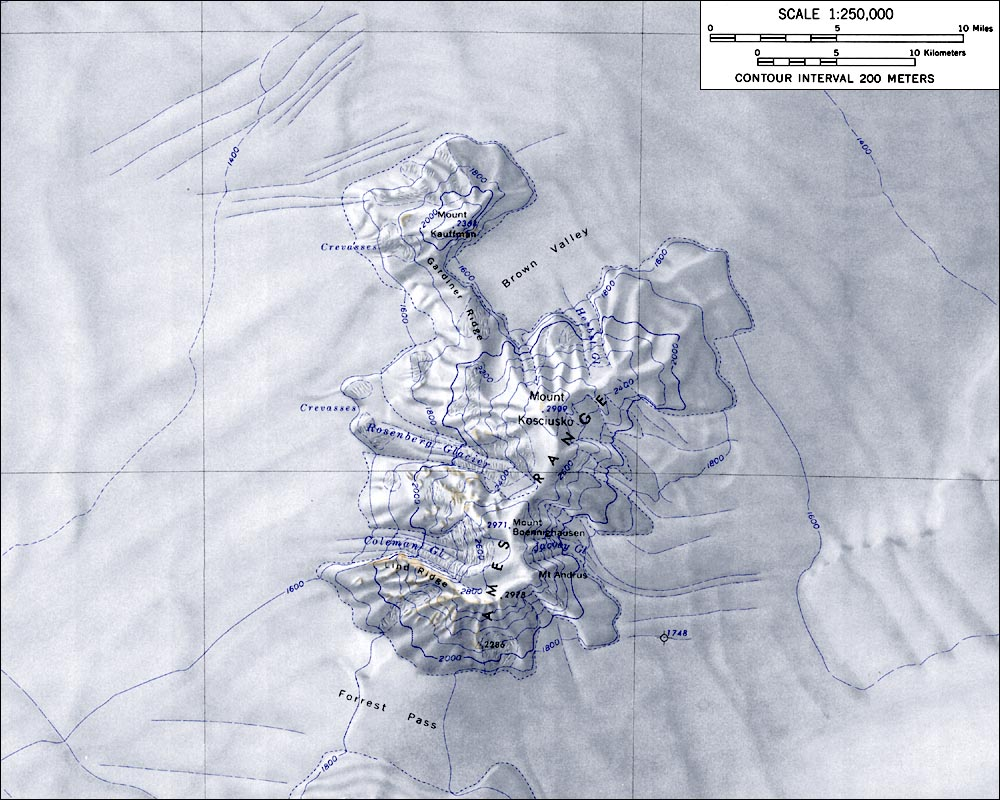
Mapa topográfico da Cordilheira de Ames criado pelo USGS (Escala 1:250,000)